# Limones (Chiriquí)
Limones es un corregimiento del distrito de Barú en la provincia de Chiriquí en Panamá. La localidad tiene 1.040 habitantes (2010).

## Geografía
Abarca la parte sur del distrito, específicamente sobre la península y punta Burica. Limita al norte con el corregimiento de Puerto Armuelles, al sur y al este con la bahía de Charco Azul, y al oeste con la frontera con Costa Rica (cantón de Golfito, provincia de Puntarenas).